# Making Love (album)
Making Love è il terzo album di studio del gruppo indie rock statunitense Atom and His Package pubblicato il 22 giugno 1999 da No Idea Records e comprendente B-sides, EP e rarità.

## Tracce
1. (Lord It's Hard to be Happy When You're Not) Using the Metric System - 2:50
2. Nutrition - 2:12
3. Hats Off to Halford - 1:40
4. Pumping Iron for Enya - 2:45
5. Bloody Lip - 0:18
6. It's a Mad Mad Mad Mad Mad Mad Mad Mad Lib - 1:59
7. Thresholds to Adult Living - 2:47
8. He Kissed Me (Rock Version) - 1:47
9. Avenger (Rock Version) - 2:41
10. Atom and His Package (Rock Version) - 2:27
11. Head (She's Just a)(Rock Version) - 1:51
12. Head of Septa, Nose of Me - 2:04
13. Karpathia - 1:40
14. Son of Poop and George - 0:45
15. Getaway Car - 1:28
16. What WE Do On Christmas - 2:30
17. P.P. - 3:12

## Crediti[2]
- Adam Goren - voce, sintetizzatore
- Andrew Jeffrey - disegno
- Chris Jensen -	layout design
- Brian Sokel - layout design
- Glenn Mariconda - fotografia
- Mark Scott - ingegneria del suono